# Kaverne (Medizin)
Als Kaverne (von lat. caverna, die Höhle) wird in der Medizin ein krankhafter Hohlraum bezeichnet.
Eine Lochkaverne ist eine Kaverne, welche sich wie ausgestanzt im intakten Lungengewebe findet und eine dünne Wandung besitzt. Die tuberkulöse Kaverne entsteht durch Einschmelzung verkästen tuberkulösen Gewebes. Auf dem Röntgenbild lässt sich eine tuberkulöse Kaverne als Ringschatten erkennen, welcher oftmals erst durch Schichtaufnahmen selektiv dargestellt wird.

## Beleg
- Pschyrembel (256. Auflage)